# Jean-Paul Laurens

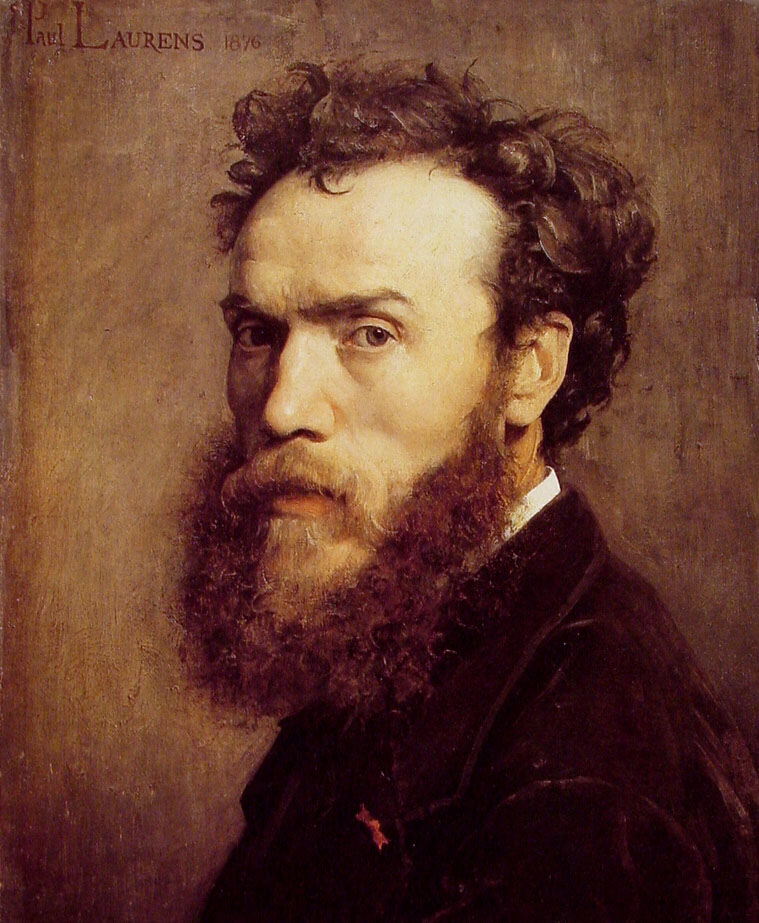
Autoritratto, 1876

Jean-Paul Laurens (Fourquevaux, 28 marzo 1838 – Parigi, 23 marzo 1921) è stato un pittore e scultore francese.

## Biografia
Allievo di Léon Cogniet e d'Alexandre Bida, Jean-Paul Laurens è artista emblematico della pittura accademica al suo tramonto. Sarebbe infatti ingiusto considerarlo un pittore storico come tanti altri. La sua cultura, le sue prese di posizione politiche, il suo rigore e il suo stesso talento lo elevano certamente dalla massa di tutti quelli che praticarono la cosiddetta "art pompier".
Repubblicano e anticlericale, Laurens trattò essenzialmente soggetti storici e religiosi, messi in scena in modo drammatico con una tecnica iper-realistica dando ai suoi quadri una forza di suggestione impressionante: per esempio, il trattamento magistrale dello spazio vuoto, nel dipinto della Scomunica di Roberto il Pio, fa sì che l'osservatore si senta in realtà lo spettatore di una rappresentazione teatrale.
Laurens fu anche autore di grandi complessi di affreschi; la volta dell'Hôtel de Ville di Parigi, La morte di santa Genoveffa al Panthéon, il soffitto dell'Odéon, (1888), la Salle des Illustres al Capitole di Tolosa, la cupola del teatro di Castres. Impareggiabile disegnatore, illustrò le Récits des temps mérovingiens d'Augustin Thierry.
Insegnò all'École nationale supérieure des Beaux-Arts di Parigi ed ebbe due figli pittori, Paul Albert Laurens (1870-1934) e Jean-Pierre Laurens (1875-1932), che divennero insegnanti dell'Académie Julian. Tra i suoi allievi più noti vi furono: Joseph Paul Alizard, George Barbier (1882-1932), Guy Rose (1867-1925), Clarence Gagnon (1881-1942), Paul Sibra (1889-1951), Gustave Surand (1860-1937), Paul Vayson (1842-1911), Frederick Carl Frieseke (1874-1939) e Charles Wislin (1852-1932).

Nel 1891 fu eletto membro dell'Accademia di Belle arti.
Jean-Paul Laurens morì ottantatreenne a Parigi. Ad Ayguesvives un collegio porta il suo nome.

## Allievi
- Joseph Paul Alizard, francese (1867 - 1948)
- Noel Garrigues, francese (1889- 1952).
- Maurice Victor Achener, francese (1881-1963).
- Mathilde Arbey, francese (1890-1966).
- George Barbier, francese (1882-1932).
- Henri Cain, francese (1857-1937).
- Georges Dufrénoy, francese (1870-1943).
- André Dunoyer de Segonzac, francese (1884-1974).
- Antonio Esteban Frías Rivas, venezuelano (1868-1944).
- Emmanuel Fougerat, francese (1869-1958).
- Albert Herter, americano (1871-1950).
- André Jacquemin, francese (1904-1992).
- Gustave Louis Jaulmes (1873-1959), all'Académie Julian
- William Brown Macdougall (1868-1936), all'Académie Julian
- Lucien de Maleville, francese (1881-1964).
- Clovis Cazes, francese (1883-1918).

- Paul Sibra, francese (1889-1951).
- René Schützenberger, francese (1860-1916).
- Cecilia Cuțescu-Storck, rumeno (1879-1973).
- Gustave Surand, francese (1860-1937).
- Paul Vayson, francese (1842-1911).
- Max Vollmberg, tedesco (1882-19??).
- Charles Wislin, francese (1852-1932).
- Teodoro Braga, brasiliano (1872-1953).
- Alfred Garth Jones, inglese (1872-c1944).
- Fernand Allard l'Olivier, belga (1883-1933).
- Louis Berthomme Saint-André.
- Guy Rose, (1867-1925).
- Émile Beaussier, (1874-1943).
- Charles Wislin, (1852-1932).
- Emilio Boggio, venezuelano (1857-1920).
- Achille Laugé, francese (1861-1944).

## Opere
- Papa Formoso e Stefano VII, 1870, Musée des beaux-arts (Nantes)
- La morte del duca d'Enghien, 1872, Musée des Augustins, Tolosa
- La morte di Tiberio, 1864, Musée des Augustins, Tolosa
- La scomunica di Roberto il Pio, 1875, Musée d'Orsay, Parigi
- L'agitatore della Linguadoca, 1887
- L'interdetto
- La liberazione dei murati di Carcassonne, 1879, Musée des Augustins, Tolosa
- Ostaggi, 1896, Musée des beaux-arts, Lione
- Il Lauragais, 1897, Campidoglio, Tolosa

## Galleria d'immagini

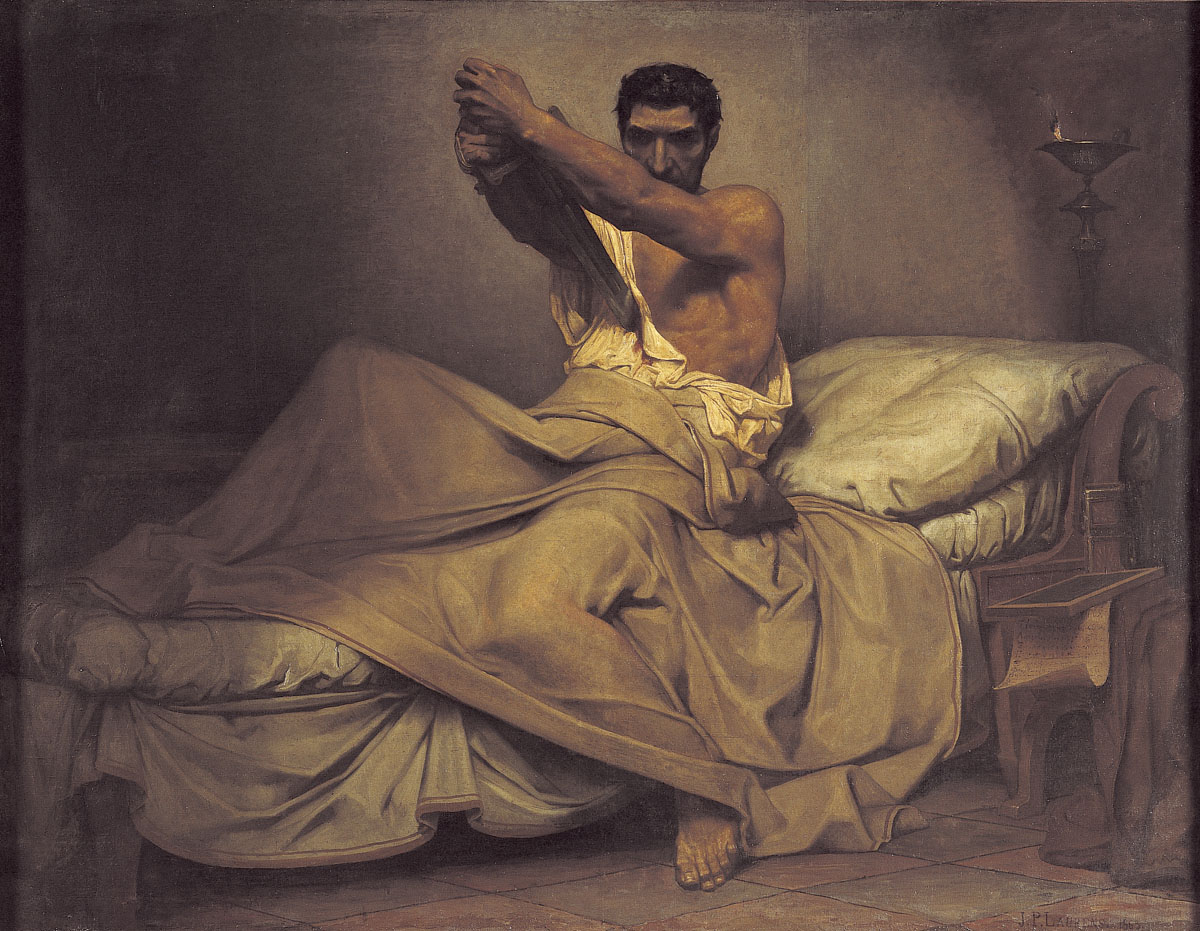
La morte di Catone d'Utica (1863)
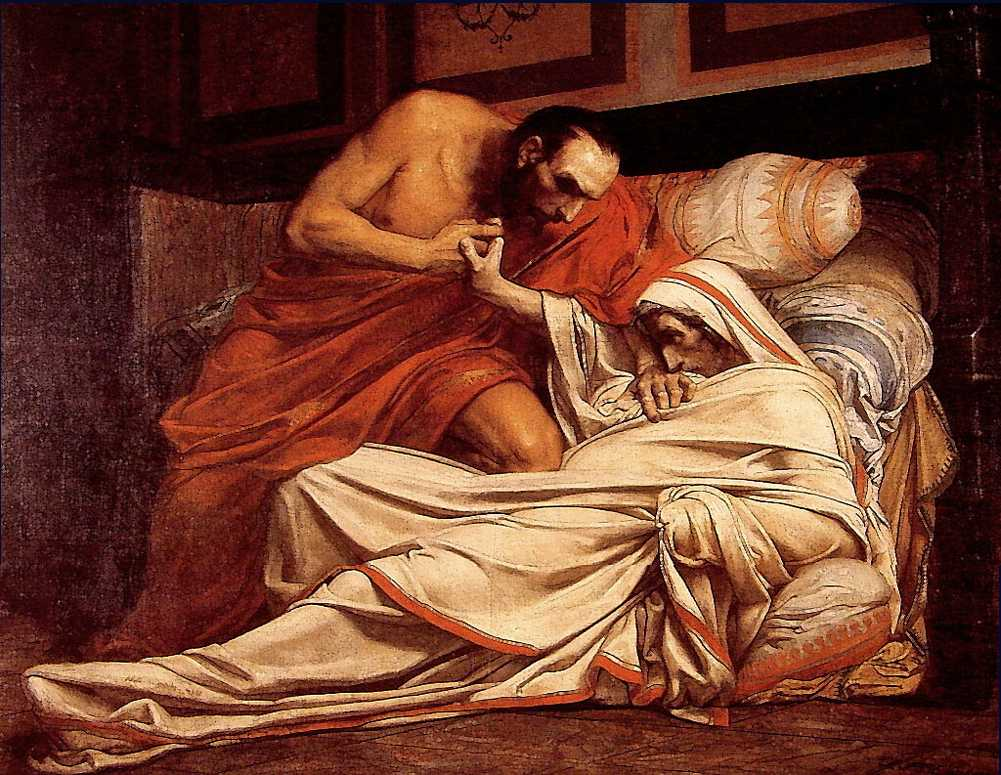
La morte di Tiberio (1864)
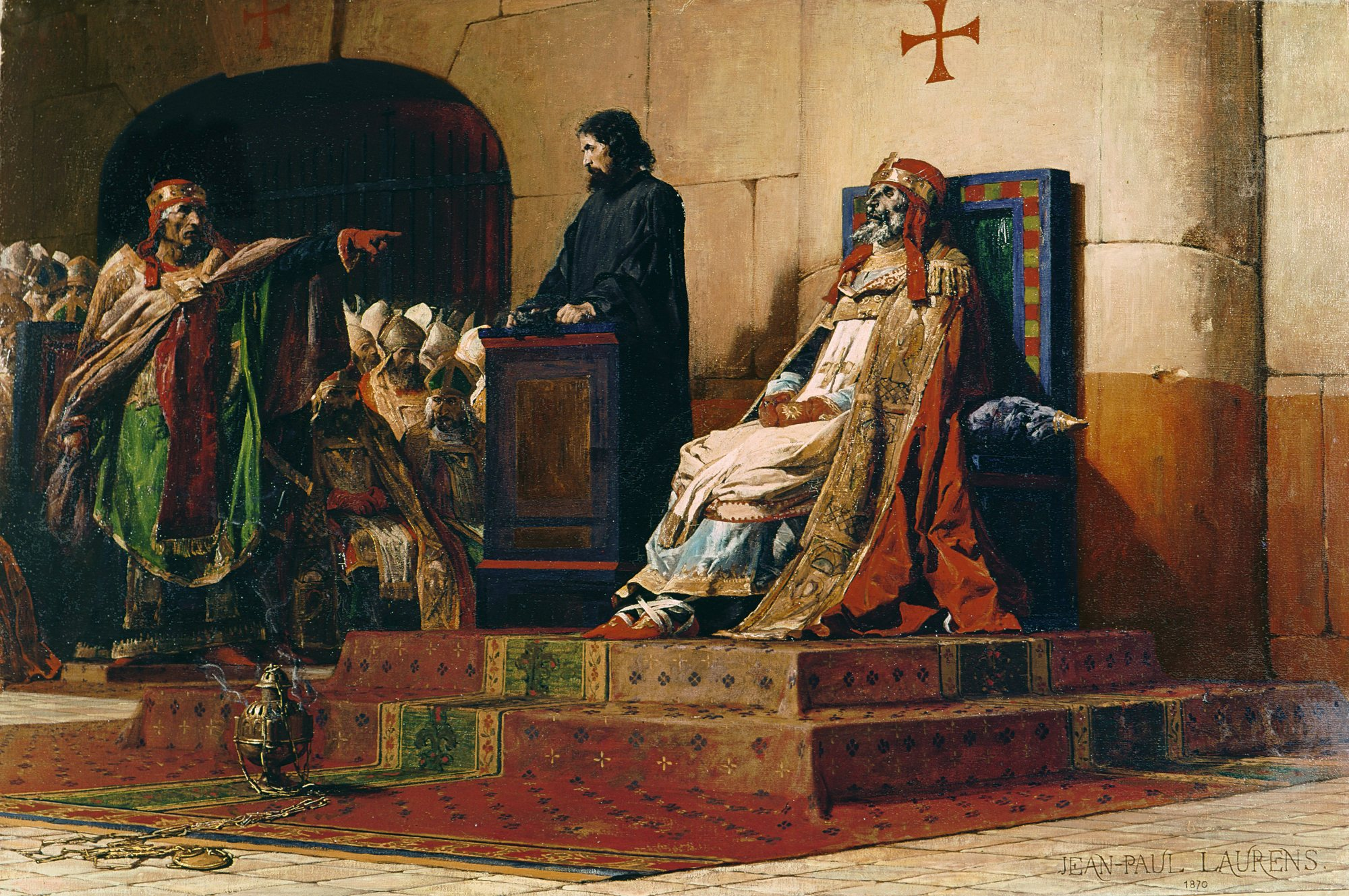
Papa Formoso e Stefano VI (1870)
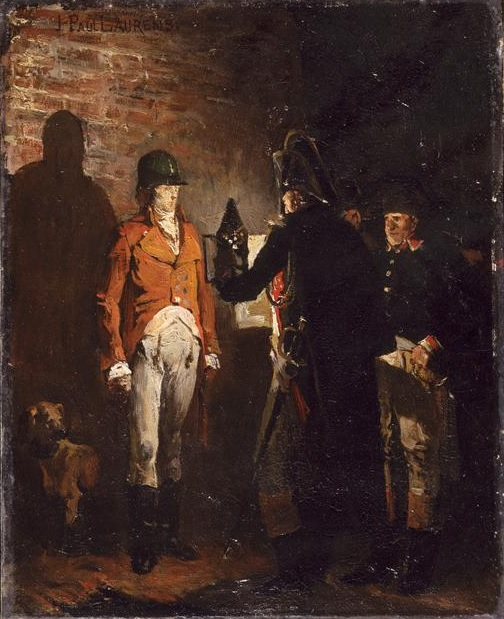
Il Duca di Enghien nei fossati di Vincennes (1873)
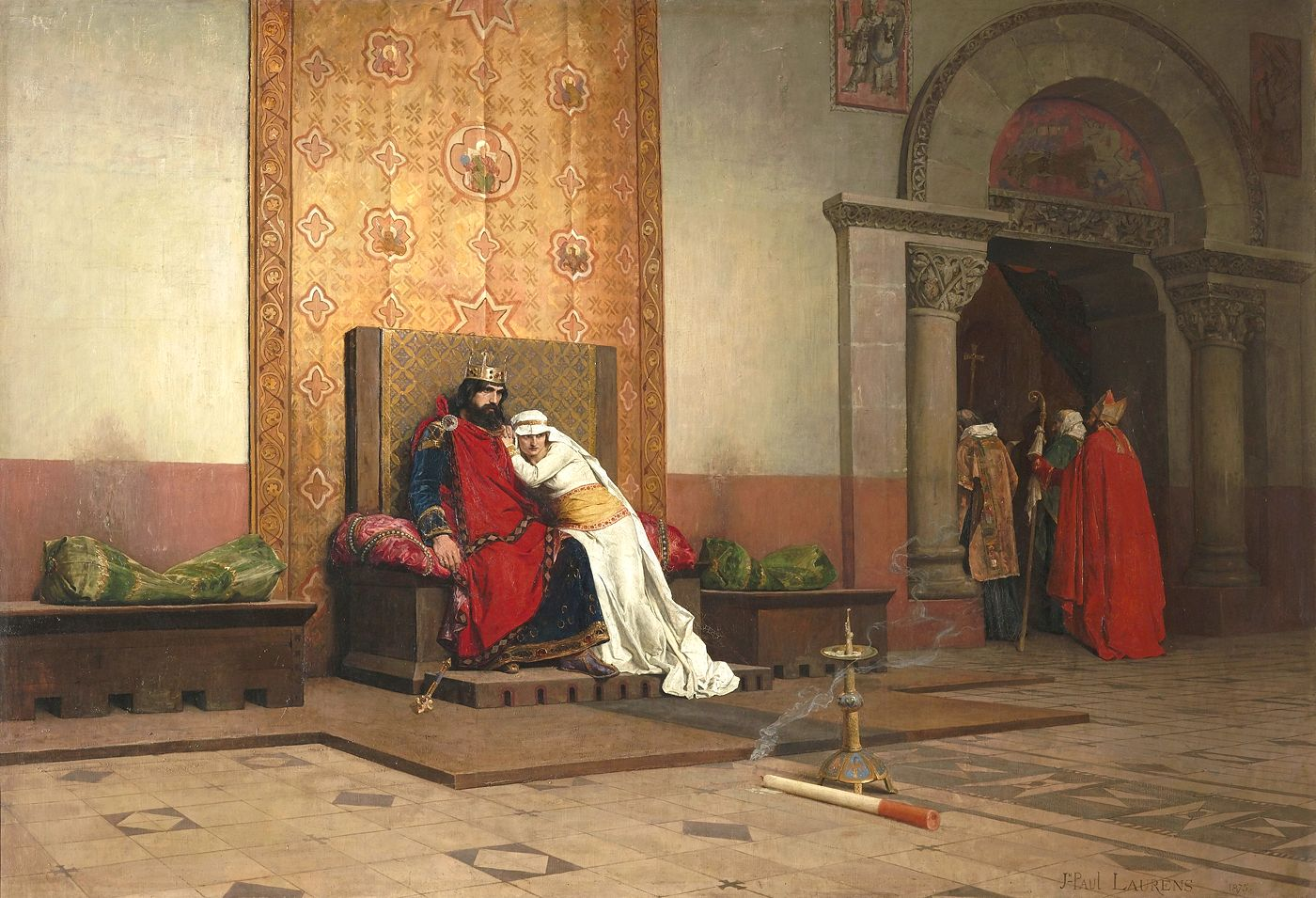
La scomunica di Roberto il Pio (1875)
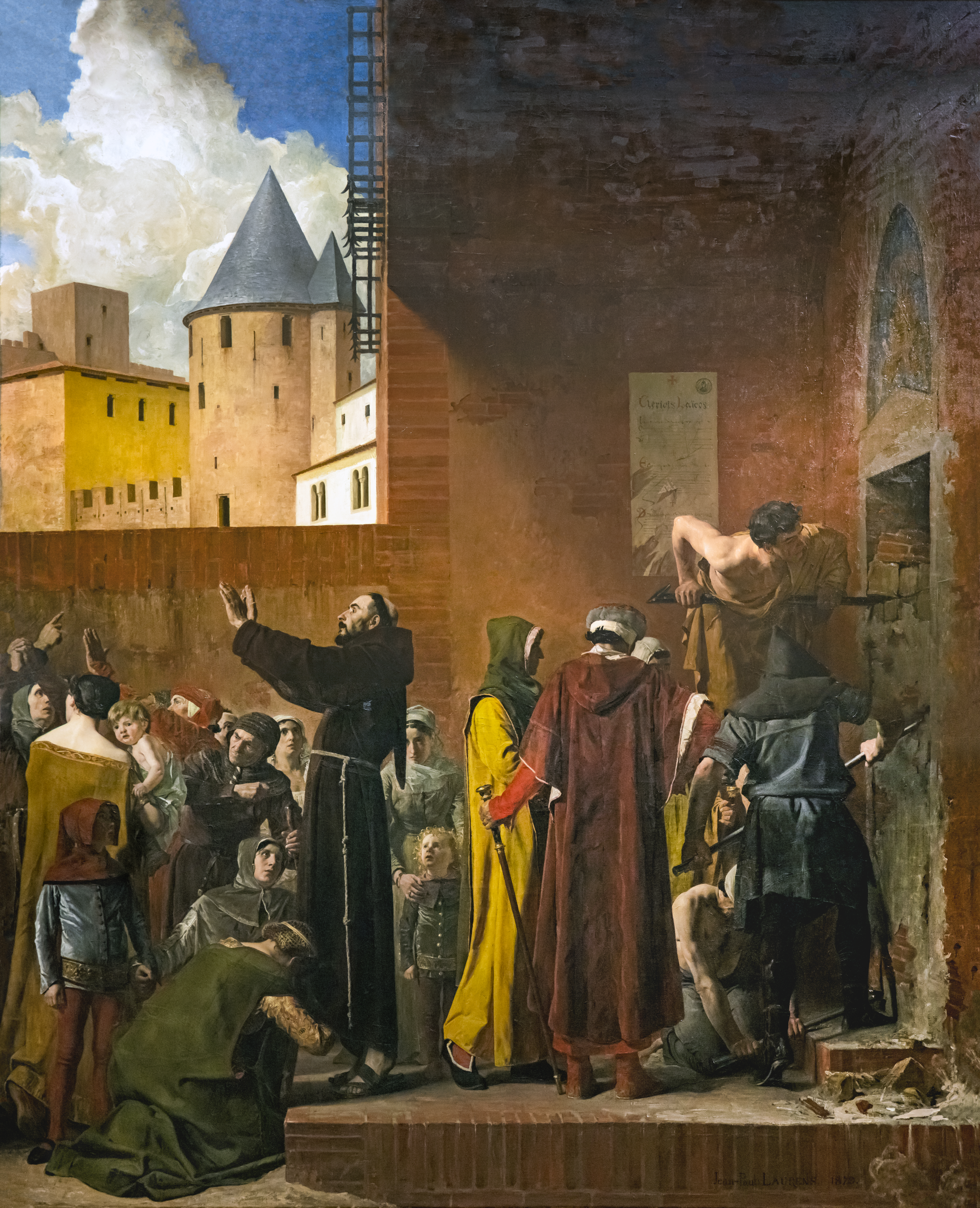
La liberazione dei murati di Carcassona (1879)
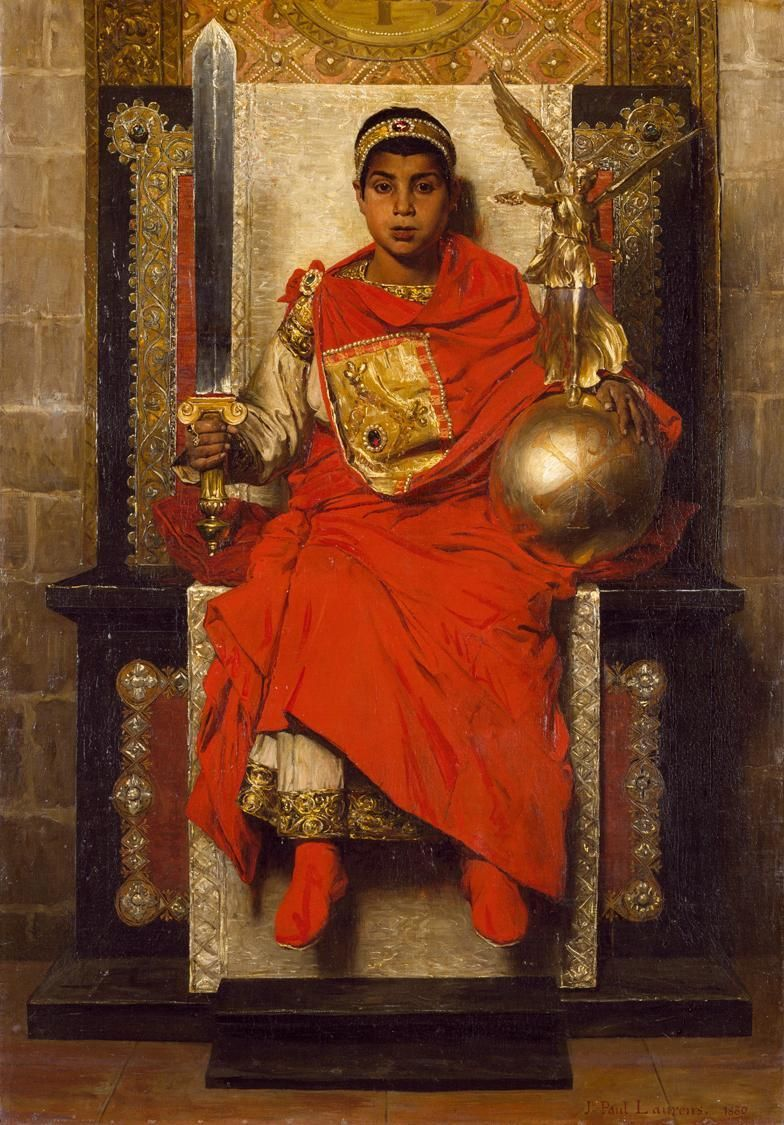
L'Imperatore Onorio (1880)
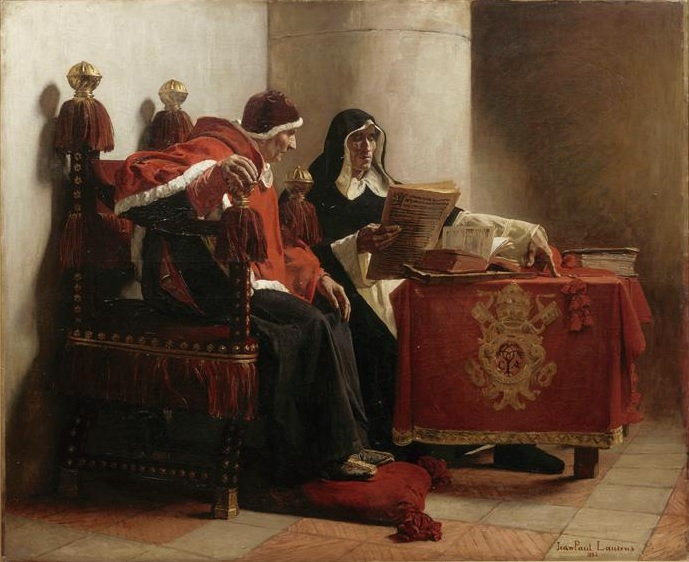
Il Papa e l'Inquisitore (1882)
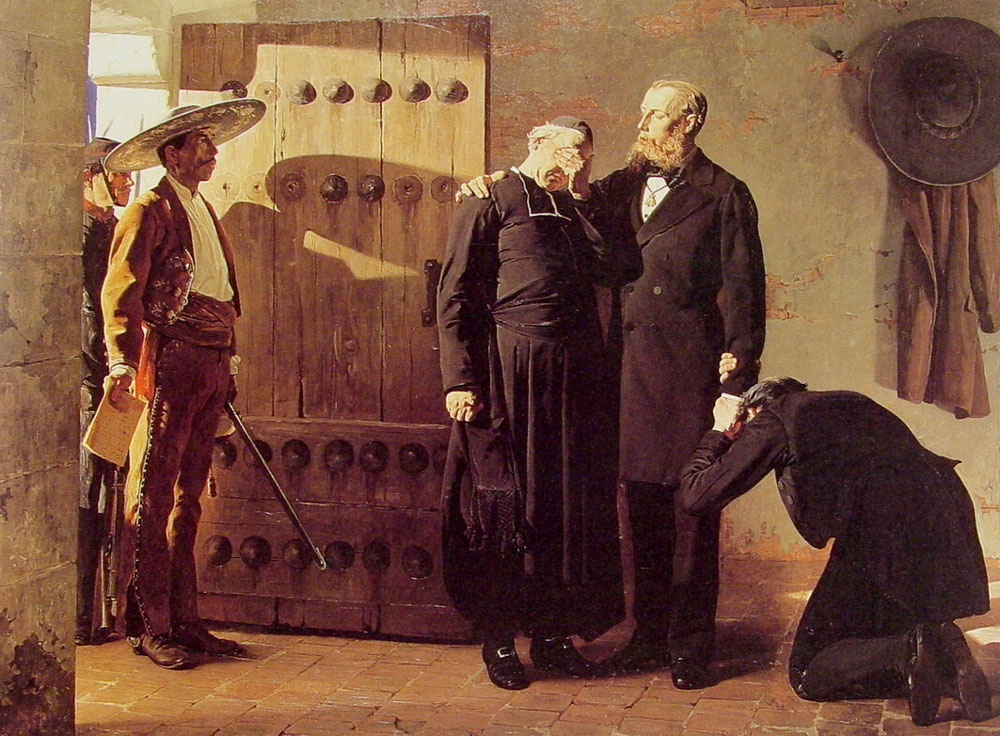
Gli ultimi momenti di Massimiliano I del Messico (1882)
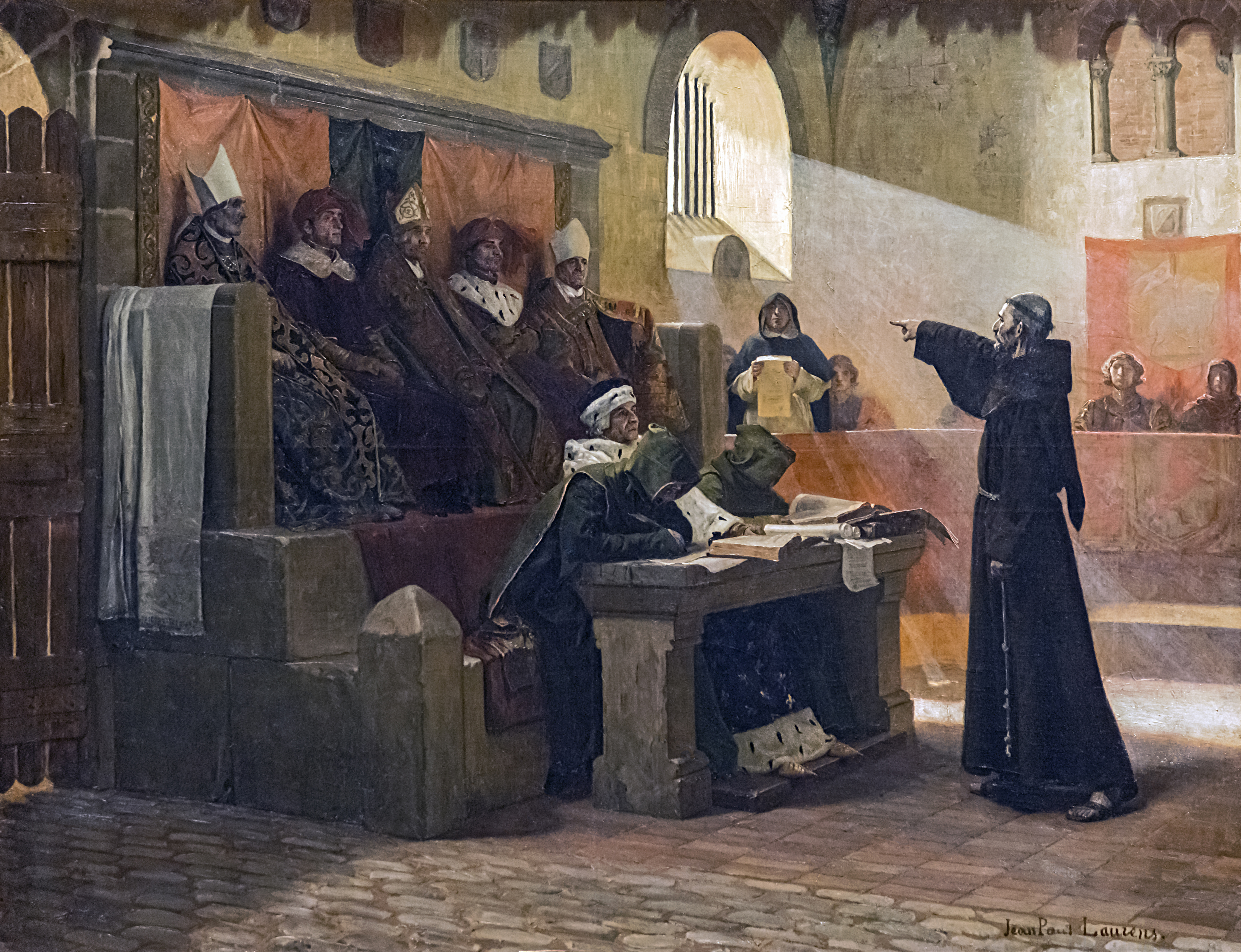
L'agitatore del Languedoc (1887)
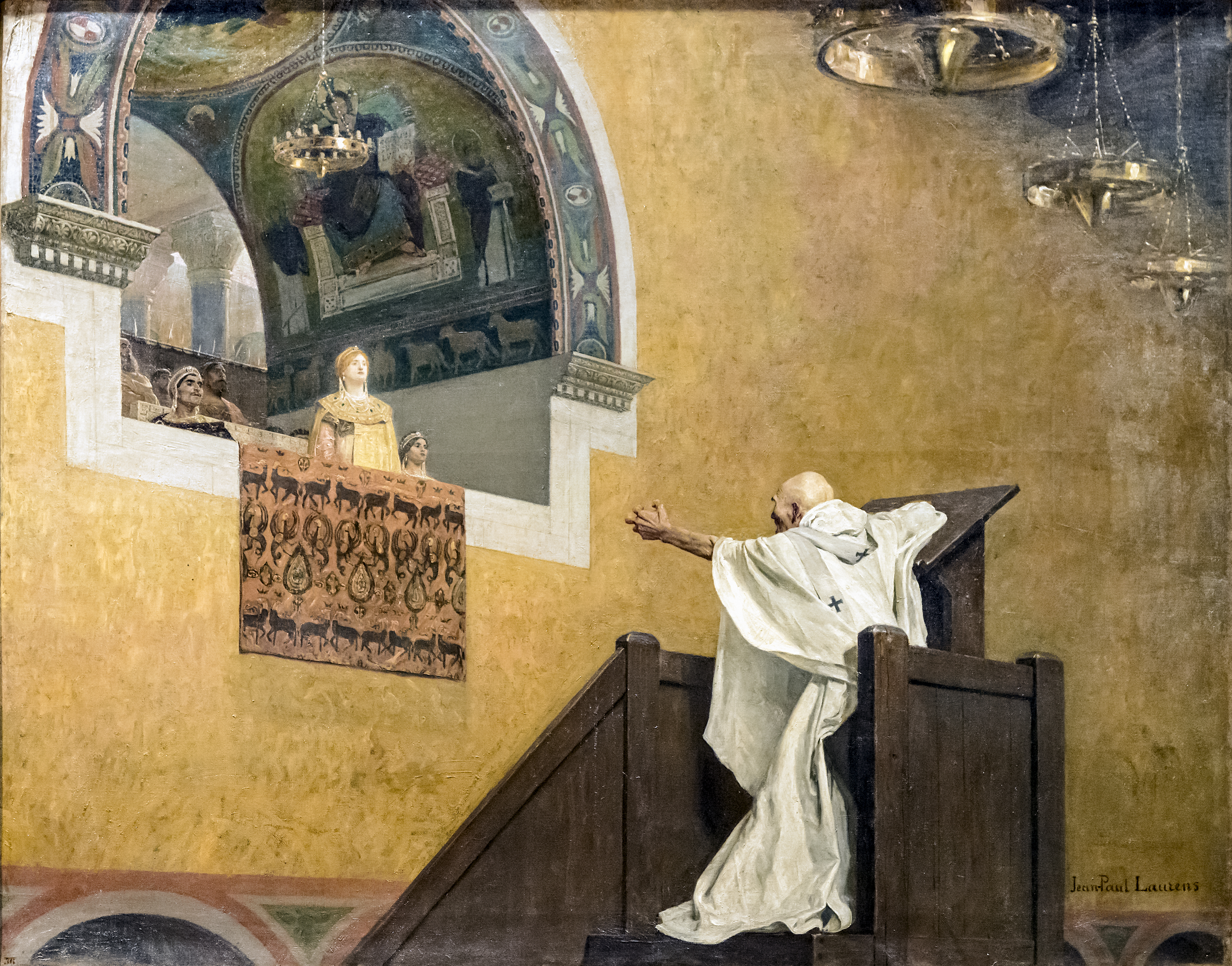
San Giovanni Crisostomo e l'Imperatrice Eudosia (1894)
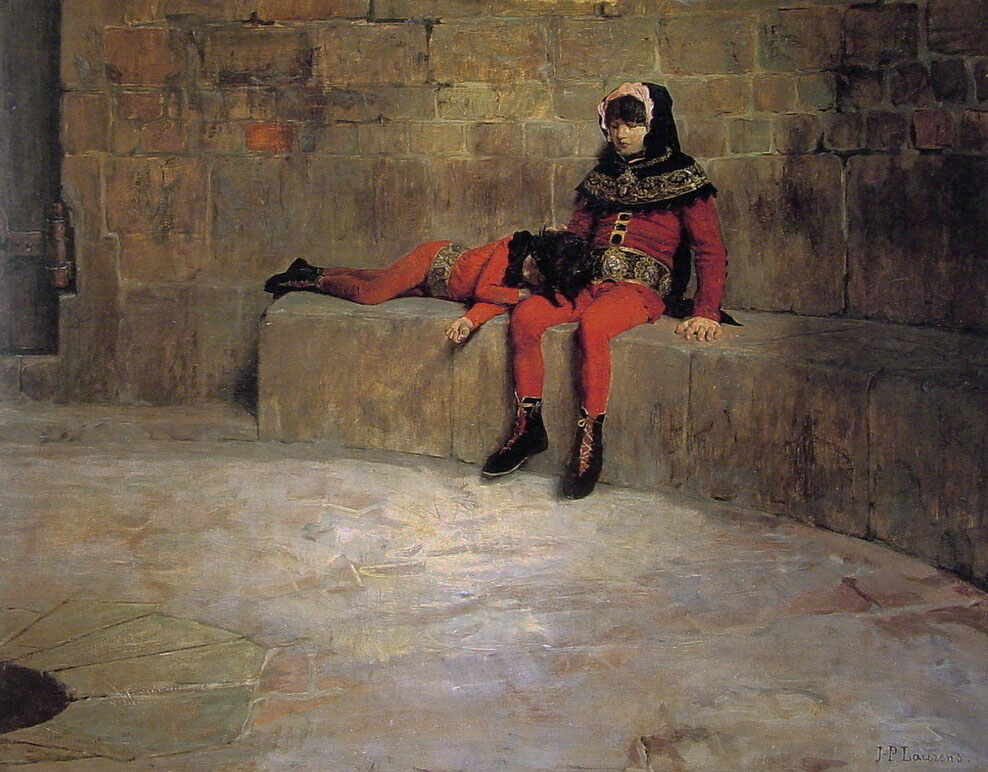
Gli ostaggi (1896)
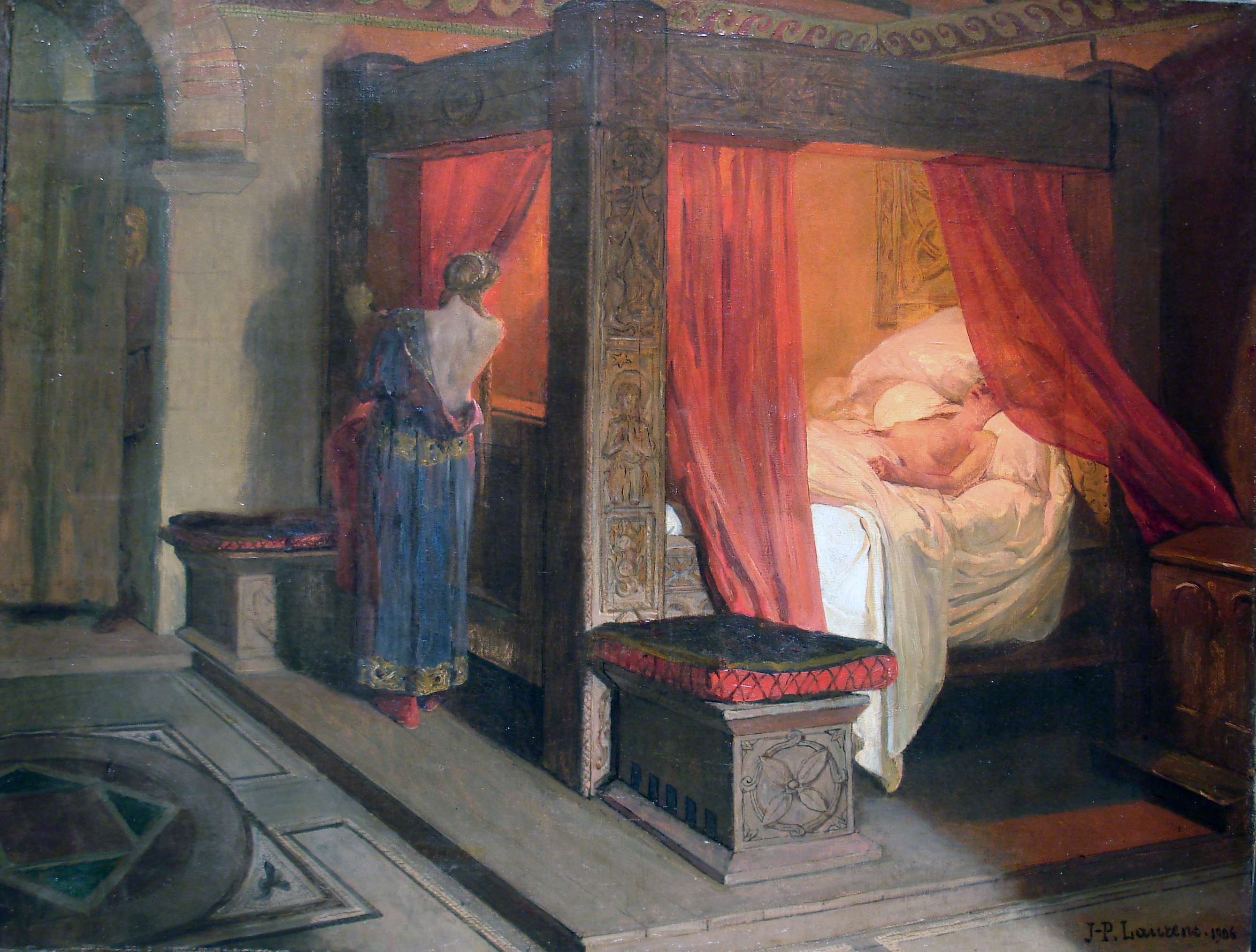
La morte di Galsuinda (1906)
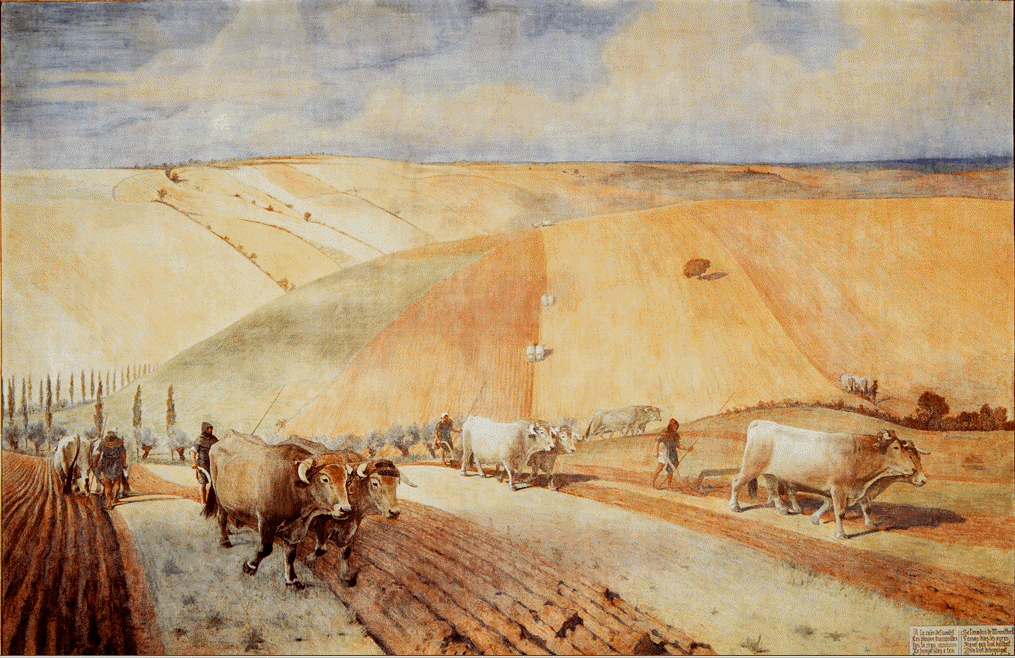
Il Lauragais (1897)